# Bayon (groupe)
Pour les articles homonymes, voir Bayon.
Bayon est un groupe allemand de musique classique et folklore, actif entre 1971 et 2023. Il est formé sous le régime de la RDA.

## Histoire
Formé en 1971, le groupe est-allemand tire son nom du temple historique éponyme au Cambodge. Dès sa très jeune enfance, Christoph Theusner est poussé à l'apprentissage de la guitare par son père, Egon Theusner. Pendant ses études d'architecte à Weimar, il rencontre Sonny Thet, d'origine cambodgienne, qui lui, étudiait la musique classique sur la demande du roi du Cambodge Norodom Sihanouk. Ensemble, ils sont l'embryon de ce groupe. Bayon était donc à l'origine un garage rock, dont le répertoire était principalement composé de titre de blues et de rock. 
Le premier album studio du groupe fait son apparition en 1977, avec des adaptations classiques, dont quelques-uns écrits par les membres du groupe. La couverture de cette première œuvre montre le temple de Bayon avec les quatre principaux musiciens du groupe : Christoph Theusner (guitare, chant, flute, piano), Sonny Thet (violoncelle, guitare), Sam Ay Neou (violon), et Reinhard Pätzold (guitare basse).
En 2006, leur titre das Lied Stell Dich Mitten in den Regen est partie intégrante de la bande originale du film La Vie des autres. En 2010, Bayon reçoiy le RUTH d'honneur, le prix allemand pour la musique du monde.
Tod Theusners décède en juillet 2023, ce qui signe la fin du groupe.

## Discographie

### Albums studio
- 1977 : Bayon (Amiga)
- 1980 : Suite (Amiga)
- 1986 : El Sonido  (Amiga)
- 1989 : Echos - Klangbilder (album solo de Christoph Theusner)
- 1992 : Rock aus Deutschland OST – Vol.18 – Bayon
- 1995 : Walkin’ Home
- 1996 : Movens In Carmine - Herder
- 1997 : Die Suiten
- 1997 : Gespräch über den Dächern – W. Borchert
- 2002 : Live
- 2005 : Das Beste
- 2008 : Tanz der Apsara

### Singles
- 1977 : Lautensuite / Haus der Kindheit (Amiga)